# Подарунок чорного чаклуна
Подарунок чорного чаклуна (рос. Подарок чёрного колдуна) — радянський художній фільм-казка 1978 року.

## Сюжет
Злий чаклун подарував Василисі весільну сукню, в якій можна загадати одне-єдине бажання. Побачила Василиса Івана в хороводі дівчат і побажала зопалу: «так нехай ні на кого ти більше не подивишся». Осліп Іван. Пошкодувала Василиса про сказане зопалу, та пізно. Злий чаклун пояснив Василисі, що для того, щоб повернути Івану зір, необхідно умити його живою водою. А знайти ту воду Василиса зможе тільки пройшовши три випробування: не забути себе, забути себе і віддати найголовніше. Василиса з честю пройшла всі випробування, подорожуючи разом з Іваном. У шляху Василиси та Івана допомагали два опудала.

## У ролях
- Олена Кондратьєва —  Василиса
- Борис Щербаков —  Іван
- Лариса Даниліна —  Мотря
- Лія Ахеджакова —  Опудалиця
- Віктор Сергачов —  Опудало
- Олексій Чернов —  перевертень
- Світлана Орлова —  дівчина-лиходійка
- Лев Круглий —  чорний чаклун
- Євген Гуров —  білий перевертень, господар дзвіниці
- Владислав Баландін —  старець-перевертень
- Валентин Брилєєв —  старець-перевертень
- Олексій Дроздов —  старець-перевертень
- Артур Ніщонкин —  старець біля колодязя
- Тетяна Ронамі —  сільська дівчина
- Геннадій Четвериков —  коваль
- Ольга Куликова —  дівчина

## Знімальна група
- Автори сценарію:  Владислав Федосеєв,  Йосип Ольшанський
- Режисер:  Борис Рицарев
- Оператор: Христофор Тріандафілов
- Художник: Микола Терехов
- Композитор: Кирило Волков
- Звукорежисер: Михайло Галудзін
- Монтаж: Валентина Ісаєва